# メライロ・ボハルデ
メライロ・チェケウノ・ジャライノ・ボハルデ（Melayro Chakewno Jalaino Bogarde、2002年5月28日 - ）は、オランダ・ロッテルダム出身のサッカー選手。TSG1899ホッフェンハイム所属。ポジションはDF。

## クラブ経歴
2018年にフェイエノールトのアカデミーからTSG 1899ホッフェンハイムのアカデミーに移籍した。2020年5月30日、ブンデスリーガの1.FSVマインツ05戦にてプロデビューを果たした。
2022年1月14日、2021-22シーズン終了までFCフローニンゲンにレンタル移籍することが発表された。

## 人物
元オランダ代表のウィンストン・ボハルデは叔父にあたる。また、弟のラマレ・ボハルデはアストン・ヴィラFCのアカデミーに在籍している。

## 代表歴

### 出場大会
U-17オランダ代表
- 2019年 - 2009 UEFA U-17欧州選手権 (優勝)
- 2019年 - 2019 FIFA U-17ワールドカップ (ベスト4)